# Paolo Cannavaro
Paolo Cannavaro (Napulj, 26. lipnja 1981.) umirovljeni je talijanski nogometaš. Igrao je u obrani kao i njegov stariji brat Fabio Cannavaro. 

## Klupska karijera
Cannavaro je svoje prve korake napravio u SSC Napoliju, tijekom sezone 1998./99., debitirao je u Serie A sa samo 17 godina. 
Sljedeće sezone je potpisao za Parmu, igrajući uz njegovog starijeg brata Fabia Cannavara. U stvari Paolo je debitirao za Parmu, tako što je zamijenio svog brata, u pobijedi Parme protiv U.S. Leccea.
Tijekom sezone 2001./02., Hellas Verona ga je odlučila uzeti na posudbu, gdje je odigrao 25 susreta, i gdje je zabio svoj prvi profesionalni gol.
Sljedeće sezone se je vratio u Parmu, gdje je proveo veći dio svoje karijere kao zamjena u sljedeće dvije sezone (2002./2003., 2003./2004.). Tijekom sezone 2004./2005., Paolo je postao sve više standardniji u prvom timu Parme, gdje je sakupio 24 nastupa ,uz 4 postignuta gola. 
Kada je SSC Napoli dobio promociju u Serie B, Cannavaro se je natrag vratio u svoj rodni klub.